# Anna Bolena
Anna Bolena là vở opera 2 màn của nhà soạn nhạc người Ý tên Gaetano Donizetti. Felice Romani là người viết lời cho tác phẩm này. Ông đã dựa vào các tác phẩm Enrico VIII ossia Anna Bolena của Ippolito Pindemonte và Anna Bolena của Alessandro Pepoli, kết hợp với tiểu sử về cuộc đời của Anne Boleyn, vợ thứ hai của vua Henry VIII của Anh để viết lời cho tác phẩm này.
Đây là một trong 4 vở opera Donizetti viết về thời kỳ nhà Tudor trong lịch sử Anh (ba vở opera kia gồm Il castello di Kenilworth, Maria Stuarda (tên gọi cho Mary của Scotland) và Roberto Devereux (tên gọi cho người tình của Nữ vương Elizabeth I của Anh). Tác phẩm được trình diễn lần đầu tiên tại Teatro Carcano, Milan, Ý.